# Сан Бартоломео ин Галдо
Сан Бартоломео ин Галдо (итал. San Bartolomeo in Galdo) је насеље у Италији у округу Беневенто, региону Кампанија.
Према процени из 2011. у насељу је живело 4465 становника. Насеље се налази на надморској висини од 607 м.

## Становништво
Према резултатима пописа становништва 2011. у општини је живело 5.090 становника.
| 1931.  | 1936.  | 1951.  | 1961. | 1971. | 1981. | 1991. | 2001. | 2011. |
| ------ | ------ | ------ | ----- | ----- | ----- | ----- | ----- | ----- |
| 10.178 | 10.434 | 10.384 | 8.767 | 6.981 | 6.573 | 6.367 | 5.841 | 5.090 |

## Партнерски градови
- Ripa Teatina
- Кјети
- Ферацано